# Scutovertex bulgaricus
Scutovertex bulgaricus är en kvalsterart som beskrevs av Kunst 1961. Scutovertex bulgaricus ingår i släktet Scutovertex och familjen Scutoverticidae. Inga underarter finns listade i Catalogue of Life.